# Erik XII. Magnusson
Erik Magnusson (1339 – 21. června 1359) byl protikrál a spolukrál svého otce, švédského krále Magnuse IV.

## Život
Byl starším synem krále Magnuse a Blanky, dcery namurského markraběte Jana I.
Roku 1343 norská opozice krále Magnuse vedla k dohodě mezi králem a norskou šlechtou, podle které se v rozporu se zákony nástupnictví měl stát norským králem mladší princ Haakon. Erik se měl stát otcovým nástupcem ve Švédsku.
Haakon se roku 1355 ujal vlády v Norsku, zatímco Erik se vzbouřil proti otci. V roce 1357 vzpoura donutila Magnuse podělit se o vládu se svým synem, který získal většinu jižního Švédska a Finsko. Švédsko se znovu spojilo v roce 1359, kdy se otec a syn stali spoluvládci.
Erik zemřel ve dvaceti letech v létě roku 1359. Za viníka byla označována mimo jiné i jeho matka, která ho měla otrávit. Vztahy mezi Erikem a jeho rodiči vzaly za své, když se syn rozhodl pozvednout zbraň proti vládě svého otce. Fáma o otravě má zřejmě původ od samotného Erika, který měl na smrtelném loži obvinit svou matku; současní historikové se však kloní k názoru, že příčinou smrti mohl být mor, který v té době ve Švédsku řádil. Jeho obětí zřejmě byla zřejmě i jeho manželka Beatrix Bavorská, která zemřela v prosinci téhož roku.